# Sobral da Lagoa
Sobral da Lagoa é uma povoação portuguesa do Município de Óbidos que foi sede da extinta Freguesia de Sobral da Lagoa, freguesia que tinha 4,69 km² de área e 439 habitantes (2011), e, por isso, uma densidade populacional de 93,6 hab./km².
A Freguesia de Sobral da Lagoa foi extinta (agregada) pela reorganização administrativa de 2013, sendo o seu território integrado na então criada Freguesia de Santa Maria, São Pedro e Sobral da Lagoa.

## População
| População da freguesia de Sobral da Lagoa | População da freguesia de Sobral da Lagoa | População da freguesia de Sobral da Lagoa | População da freguesia de Sobral da Lagoa | População da freguesia de Sobral da Lagoa | População da freguesia de Sobral da Lagoa | População da freguesia de Sobral da Lagoa | População da freguesia de Sobral da Lagoa | População da freguesia de Sobral da Lagoa | População da freguesia de Sobral da Lagoa | População da freguesia de Sobral da Lagoa | População da freguesia de Sobral da Lagoa | População da freguesia de Sobral da Lagoa | População da freguesia de Sobral da Lagoa | População da freguesia de Sobral da Lagoa |
| ----------------------------------------- | ----------------------------------------- | ----------------------------------------- | ----------------------------------------- | ----------------------------------------- | ----------------------------------------- | ----------------------------------------- | ----------------------------------------- | ----------------------------------------- | ----------------------------------------- | ----------------------------------------- | ----------------------------------------- | ----------------------------------------- | ----------------------------------------- | ----------------------------------------- |
| 1864                                      | 1878                                      | 1890                                      | 1900                                      | 1911                                      | 1920                                      | 1930                                      | 1940                                      | 1950                                      | 1960                                      | 1970                                      | 1981                                      | 1991                                      | 2001                                      | 2011                                      |
| 520                                       | 561                                       | 709                                       | 677                                       | 754                                       | 704                                       | 767                                       | 893                                       | 826                                       | 834                                       | 595                                       | 546                                       | 482                                       | 420                                       | 439                                       |